# Lomas Verdes
Lomas Verdes es un conjunto de fraccionamientos residenciales de clase media y media-alta, localizado en Naucalpan de Juárez, Estado de México. Este desarrollo fue iniciado a finales de la década de 1960, a un costado de Ciudad Satélite, principalmente para atender la alta demanda de vivienda en la zona. 
El nombre deriva de las verdes colinas y lomas que formaban parte del paisaje, hasta su destrucción en el año 2004 debido a la construcción del centro comercial La Cúspide. La zona se conforma por las colonias La Alteña I, II y III, Lomas Verdes Sección I, II, III, IV, V y la controversial VI; los zonas que colindan con la zona son la Cuenca de San Mateo, La Zona del Cristo,Ciudad Satélite y la Zona de Naucalpan Centro. Limita al norte con el municipio de Atizapán de Zaragoza, al sur, este y oeste con otros vecindarios de Naucalpan de Juárez.

## Historia
A mediados de los sesenta, el galardonado arquitecto mexicano Luis Barragán, conocido entre tantas obras por las Torres de Satélite, se asocia con el arquitecto Juan Sordo Madaleno, con quien lleva a cabo la construcción de la Primera Sección de Lomas Verdes, proyecto que quedó incompleto debido a razones burocráticas. En 1977, se construye el emblemático Club Berimbau, cuyas 6,000 hectáreas sirven a la gran comunidad de la zona. 
Desde su fundación, los fraccionamientos fueron llamados ciudades dormitorio, dado que, a falta de la terminación del plan original del arquitecto, los habitantes seguían transcurriendo su vida y trabajo en la Ciudad de México. Sin embargo, en tiempos recientes, gracias a la rápida expansión económica de la zona, el término no aplica más a la mayoría de los vecinos. 
En el año de 1987, el publicista Ander Kenneth Martínez Arrellano. Creó una gran y reconocida campaña publicitaria, que trajo consigo una gran afluencia de población que se asentó las zonas habitaciones de Lomas Verdes. Siendo recordada como una de las campañas mas exitosas, en el rubro inmobiliario en el Estado de México. 

## Transporte
La vía de acceso más importante es la súper Avenida Lomas Verdes, que conecta a los fraccionamientos con Periférico, directo al corazón de la Ciudad de México (su importancia es tal que se comenta que la Super Avenida Lomas Verdes también es parte del eje 3 Norte por su configuración). De igual manera en otoño del 2008, se dio inicio a la construcción del Viaducto Bicentenario, vialidad elevada que corre desde "Cuatro Caminos" hasta Cuautitlán Izcalli. La primera fase fue concluida en septiembre del 2009. Al igual que la mayoría de las urbanizaciones mexiquenses, hoy en día la zona enfrenta problemas de tráfico, como embotellamientos, accidentes y contaminación excesiva, reduciendo drásticamente la calidad de vida de los habitantes.
En cuanto al transporte público, antiguamente, esta zona contaba con servicio de autobuses urbanos formales, que formaban parte de la Ruta 100, denominada Tacuba-U. Teléfonos-Petroquímica Lomas Verdes. Sin embargo, la quiebra financiera, más accidentes graves ocasionados por las unidades, llevó al cierre de la ruta, dejando solo la vía disponible a las Rutas 99 (hoy día COTANSAPI) de la Ciudad de México, Línea AMATSA y Ruta 16 del Estado de México.  
Actualmente las rutas en servicio en la zona son las siguientes:

### Rutas de Transporte de laCiudad de México
Se distinguen por cromatica Morada con blanco autorizada por SEMOVI, Cuentan con pirámide tarifaria autorizada por tratarse de un servicio metropolitano entre la Ciudad de México y el Estado de México con tarifa de 12 pesos para los primeros 5 km más 5 ctvs. por km adicional.
- COTANSAPI (Corredor Toreo Alameda la Naranja S.A.) Metro Cuitlahuac/Metro Tacuba - Echegaray/Gran Terraza Lomas Verdes.(Antes Ruta 99) sin embargo, a fechas recientes el servicio a Plaza Gran Terraza Lomas Verdes no ha sido retomado desde 2019,aunque muchos autobuses de este corredor aun conservan los letreros que dicen gran terraza lomas verdes y las pirámides tarifarias,sin embargo puede que no cubran el último derrotero por cuestiones de tarifa desactualizada, por lo que a su actualización podrían volver a retomar el derrotero hasta lomas verdes,por lo tanto por el momento solo llegan al Walmart de Echegaray.

### Rutas de Transporte delEstado de México
Se distingue por cromatica propia de la empresa prestadora del servicio con ajedrez rosa, o también cromatica actual naranja con la denominación Región Naucalpan,cuenta con pirámide tarifaria autorizada con precios desde 12 pesos por los primeros 5 km más 20 ctvs. por km. adicional.
- Autotransportes Metropolitanos de Lomas Verdes y Servicios Conexos "RUTA 16" (Metro Cuatro Caminos/Colonia 10 De abril/16 de septiembre/Ahuizotla/Cannon - Unidad Petroquimica Lomas Verdes/Unidad Teléfonos/1.ª., 3.ª y 4.ª Sección/Concordia/Madin Nuevo/Madin Viejo(Galerías Atizapan)/Praderas de San Mateo "Templo"/Praderas de San Mateo "20 de Noviembre"/Comunidad del "El Cristo" misma que utiliza Vanes de tamaño pequeño y no microbuses o autobuses.

- Autobuses México Azcapotzalco Tlalnepantla S.A Metro Cuatro Caminos/Metro El Rosario - Lomas Verdes/Presa Nuevo Madín x Las Armas y Echegaray a diferencia de la anterior esta usa autobuses,aunque su frecuencia de paso es demasiado larga aun en horas pico y días laborables.

## Deportes, Cultura y Educación
En la zona se encuentra el Campus Lomas Verdes de la Universidad Del Valle de México, así como el Colegio Cristóbal Colón, primera institución educativa confesional (lasallista) autorizada por el gobierno de Lázaro Cárdenas del Río después de la persecución religiosa.
Lomas Verdes tiene el Campus Norte del Colegio Alemán Alexander von Humboldt, con una plantel de kindergarten y escuela primaria y una otra plantel de la escuela secundaria y preparatoria.
Equipos deportivos locales los de fútbol americano que incluyen los Bucaneros de Satélite, Redskins de Lomas Verdes, Perros Negros de Naucalpan, Pieles Rojas de Lomas Verdes y los Colts. Todos los equipos se ubican en el Ex-Ejido de Oro y tienen a miles de jóvenes participando desde los 3-4 años hasta los 20-25 años.